# Peter Grigg
Peter Clive Grigg (Queensland, 20 de julio de 1958) es un exjugador australiano de rugby que se desempeñaba como centro o wing.

## Selección nacional
Fue convocado a los Wallabies por primera vez en 1980 y jugó con ellos hasta 1987. En total jugó 25 partidos y marcó 12 tries.

### Participaciones en Copas del Mundo
Grigg solo disputó una Copa del Mundo: Nueva Zelanda 1987 donde los Wallabies fueron derrotados por Les Bleus en semifinales con un try de Serge Blanco en el último minuto.
| Mundial                       | Sede          | Resultado     | PJ | Tries |
| ----------------------------- | ------------- | ------------- | -- | ----- |
| Copa Mundial de Rugby de 1987 | Nueva Zelanda | Cuarto puesto | 5  | 2     |

## Palmarés
- Campeón del South Pacific Championship de 1992.